# Eva Berná
Eva Berná (25 de mayo de 1986) es una deportista checa que compitió en atletismo adaptado. Ganó cuatro medallas de bronce en los Juegos Paralímpicos de Verano entre los años 2004 y 2016.

## Palmarés internacional
| Juegos Paralímpicos | Juegos Paralímpicos     | Juegos Paralímpicos | Juegos Paralímpicos |
| Año                 | Lugar                   | Medalla             | Prueba              |
| ------------------- | ----------------------- | ------------------- | ------------------- |
| 2004                | Atenas (Grecia)         | Medalla de bronce   | Peso F37/38         |
| 2008                | Pekín (China)           | Medalla de bronce   | Peso F37/38         |
| 2012                | Londres (Reino Unido)   | Medalla de bronce   | Peso F37            |
| 2016                | Río de Janeiro (Brasil) | Medalla de bronce   | Peso F37            |